# Cryptocanthon brevisetosus
Cryptocanthon brevisetosus är en skalbaggsart som beskrevs av Henry Fuller Howden 1973. Cryptocanthon brevisetosus ingår i släktet Cryptocanthon och familjen bladhorningar. Inga underarter finns listade i Catalogue of Life.